# Степениште (мини-серија)
Степениште (енгл. The Staircase) америчка је криминалистичка стриминг-телевизијска мини-серија чији је аутор Антонио Кампос. Темељи се на истоименој документарној серији Жан-Гзавјеа де Лестрада. Колин Ферт глуми Мајкла Питерсона, кжижевника осуђеног за убиство своје жене Кетлин Питерсон (Тони Колет), која је пронађена мртва на дну степеништа у њиховој кући. Серију је премијерно приказивао HBO Max од 5. маја 2022. године.

## Радња
Након што је пронађена мртва на дну степеништа у њиховој кући, Мајкл Питерсон, писац криминалистичких романа, оптужен је да је претукао своју супругу Кетлин. Како се истрага наставља, породица води бурну правну битку. У међувремену француски документарни тим се заинтересовао за причу.

## Улоге

### Главне
- Колин Ферт као Мајкл Питерсон
- Тони Колет као Кетлин Питерсон
- Мајкл Сталбарг као Дејвид Рудолф
- Дејн Дехан као Клејтон Питерсон
- Оливија Дејонг као Кејтлин Атвотер
- Патрик Шварценегер као Тод Питерсон
- Софи Тарнер као Маргарет Ратлиф
- Одеса Јанг као Марта Ратлиф
- Роузмери Девит као Кендас Хант Замперини
- Тим Гини као Бил Питерсон
- Паркер Поузи као Фреда Блек
- Жилијет Бинош као Софи Брунет
- Винсент Вермињон као Жан-Гзавје

### Споредне
- Џоел Макинон Милер као Лари Полард
- Марија Дизија као Лори Кембел
- Сузан Пурфар као др Дебора Радиш
- Роберт Клејтон као Рон Герет
- Кален Мос као Џим Хардин
- Кори Скот Ален као Арт Холанд
- Џејсон Дејвид као Фред Атвотер
- Рајан Луис као Брус Кембел
- Хана Пњевски као Беки
- Кевин Сајзмор као Марк Замперини
- Трини Алварадо као Патриша Сју Питерсон
- Данијела Ли као Девон
- Тери Вајбл као Сонја Фајфер
- Френк Фејс као Денис Понкет
- Андре Мартин као Ив
- Жан-Лик Макмертри као Готје
- Моника Гросман као Агнес

## Епизоде
| Бр. еп. | Наслов | Редитељ        | Сценариста                     | Премијера     |
| ------- | ------ | -------------- | ------------------------------ | ------------- |
| 1       | 911    | Антонио Кампос | Антонио Кампос                 | 5. мај 2022.  |
| 2       |        | Антонио Кампос | Меги Кон                       | 5. мај 2022.  |
| 3       |        | Антонио Кампос | Антонио Кампос                 | 5. мај 2022.  |
| 4       |        | Антонио Кампос | Емили Кашмарек и Крејг Шилович | 12. мај 2022. |
| 5       |        | Ли Јанијак     | Крејг Шилович                  | 19. мај 2022. |
| 6       |        | Ли Јанијак     | Емили Кашмарек                 | 26. мај 2022. |
| 7       |        | Антонио Кампос | Меги Кон                       | 2. јун 2022.  |
| 8       |        | Антонио Кампос | Антонио Кампос                 | 9. јун 2022.  |